# Cessna CR-3
De Cessna CR-3 was een Amerikaans eenmotorig schouderdekker racevliegtuig. Het was de opvolger van de CR-2 welke deelnam aan de Amerikaanse National Air Races in 1932.
De Cessna CR-3 was besteld door luchtracer Johnny Livingston, nadat hij onder de indruk was geraakt van de CR-2 prestaties tijdens zijn eigen deelname met een Monocoupe 110 aan de National Air Races van 1932.
De CR-3 was een schouderdekker ontwerp met een intrekbaar landingsgestel in staartwielconfiguratie. Het toestel werd voortgedreven door een zevencilinder stermotor met een cilinderinhoud van 8 liter. Het hoogteroer was dusdanig ontworpen dat het neutraal kon blijven tijdens de vlucht, zodat het zo min mogelijk weerstand opleverde.

## Resultaten
De CR-3 is slechts 61 dagen oud geworden, maar binnen deze korte periode heeft het toestel wel iedere race gewonnen waaraan het meedeed: 
- Omaha Air Races in Omaha, Nebraska op 17 juni 1933: Eerste plaats.
- Minneapolis Air Races in Minneapolis (Minnesota) 24 juni 1933: Eerste plaats.
- American Air Races in Chicago (Illinois) op 1 juli 1933: De CR-3 nam het tijdens deze races voor het eerst op tegen de Cessna CR-2. De CR-3 won de Baby Ruth Trophy met een snelheid van 324,35 km/u. De CR-3 zette ook een wereldrecord neer voor vliegtuigen met een motor beneden de 8,5 liter cilinderinhoud: 382,3 km/u.
- Aero Digest Trophy race op 4 juli 1933: Eerste plaats.

Op weg naar een airshow in augustus 1933 bleek dat zowel het hoofdlandingsgestel als het staartwiel na het neerlaten ongeborgd waren door een gebroken las in het onderstelmechanisme. De piloot Livingston wist zich boven Columbus (Ohio) in veiligheid te brengen door uit het toestel te springen. Tijdens de daaropvolgende crash ging de CR-3 volledig verloren.